# محمد بن الفضل بن العباس
محمد بن الفضل بن العباس بن عبد المطلب الشهير بـ محمد شبل الأسود، دفن في مدينة الشهداء بمحافظة المنوفية في مصر.

## آراء أخرى
قال ابن حجر العسقلاني متحدثا عن الفضل بن العباس: 
| محمد بن الفضل بن العباس | لم يترك ولدًا إِلّا أم كلثوم، تزوَّجها الحسن بن علي رضي الله عنهما، ثم فارقها، فتزوَّجها أبو موسى الأشعريّ. | محمد بن الفضل بن العباس |

 وقال الحافظ ابن عمر بن عبد البر:
| محمد بن الفضل بن العباس | ولد الفضل بن العبّاس أمّ كلثوم ولم يلد غيرها | محمد بن الفضل بن العباس |